# Aod Hala
Aod Hala (thailändisch อ๊อด หาลา, * 31. Dezember 1999) ist ein thailändisch-kambodschanischer Fußballspieler.

## Karriere
Aod Hala erlernte das Fußballspielen in der Jugendmannschaft des Khon Kaen FC. Hier unterschrieb er am 1. Januar 2019 auch seinen ersten Vertrag. Der Verein aus Khon Kaen spielte in der zweiten thailändischen Liga. Im Februar 2019 wechselte er bis Saisonende zum Viertligisten Khon Kaen Mordindang FC. Mit dem Verein spielte er in der North/Eastern Region der Liga. Nach der Ausleihe kehrte er 2020 zum Zweitligisten zurück. Sein Profidebüt gab er am 24. März 2021 im Heimspiel gegen den Samut Sakhon FC. Hier wurde er in der 61. Minute für Pitack Phaphirom eingewechselt. Zwei Minuten nach seiner Einwechselung erzielte er sein erstes Tor. Am Ende der Saison 2021/22 musste er mit Khon Kaen als Tabellenvorletzter in die dritte Liga absteigen. Nach dem Abstieg verließ er den Verein. Im Juli 2022 zog es ihn nach Kambodscha, wo er einen Vertrag beim Erstligisten Visakha FC unterschrieb.